# Ха (џонгхаг)
Ха је један од двадесет џонгхага (округа) у Бутану. Налази се у западном делу Бутана. Највећи град и административни центар је град Ха. Према попису из 2005. године у њему живи 11.648 становника и други је најмање насељен џонгхаг након Гасе. Доминантан језик је Џонгка.
У долини Ха се налази војна база војске Индије, која се налази ту како би заштитила подручје од упада из Кине.

## Географија
Џонгхаг Ха се простире дуж западне границе Бутана. На северозападу је омеђен Тибетом. На југозападу се граничи са џонгхагом Самце, на југоистоку са Чукхом, а на североистоку џонгхагом Паро.
Заштићено подручје Торса заузима гевоге Бџи и Сангбај и није настањен људима. Повезан је са Националним парком Џигме Дорџи.

## Привреда
У долини се највише узгајају пшеница и јечам, а у доњем току долине се узгаја и пиринач. Фармери гаје кромпир, чили, јабуке и други усеве. По попису, скоро свако домаћинство поседује стоку неког типа, најчешће јакове и краве, али и кокошке, свиње и коње. Под шумом се налази 78% територије, а шумарство игра важну улогу у локалној привреди.

## Административна подела
Џонхгак Ха је подељен на 6 гевога.
- Бџи
- Гакилинг
- Кацо
- Самр
- Сангбај
- Уесу